# Александровский район (Владимирская область)
Алекса́ндровский райо́н — административно-территориальная единица (район) и муниципальное образование (муниципальный район) во Владимирской области России.
Административный центр — город Александров.

## География
Географическое положение
Район расположен на северо-западе Владимирской области. Район граничит с Сергиево-Посадским и Щёлковским районами Московской области, с Переславским районом Ярославской области, а также с Киржачским, Кольчугинским и Юрьев-Польским районами Владимирской области. В 12 км от крайней северо-западной точки границы района проходит граница Калязинского района Тверской области.
Район занимает площадь 1834 км² (7-е место). Рельеф — всхолмленная равнина восточной части Клинско-Дмитровской гряды. Минерально-сырьевые ресурсы представлены залежами песчано-гравийно-валунного материала, трепела и легкоплавких глин. Почвы в большинстве своём легко- и среднесуглинистые. Близ южных границ района моренный рельеф сглаживается, здесь Клинско-Дмитровская гряда граничит с Мещёрской низменностью.
В Александровском районе находится самая высокая точка Владимирской области — урочище Туханка (271 м над уровнем моря).
Гидрография
Основные реки: Дубна, Серая, Большой Киржач, Малый Киржач. Также по территории района протекают реки Кубрь, Сабля, Анжа, Чёрная (приток Пичкуры), Нюньга, Пичкура, Молокча, Грязевка, Рокша, Бачевка, Шаха, Горелый Крест. На границе с Киржачским районом реки Серая и Молокча сливаясь, образуют реку Шерну.
Природные ресурсы
Флора района насчитывает 779 видов сосудистых растений.

## История
- Район образован 10 апреля 1929 года в составе Александровского округа Ивановской Промышленной области из части территорий Александровского уезда Владимирской губернии.
- 7 марта 1939 года город Александров отнесен к категории городов областного подчинения, выведен из состава Александровского района, оставаясь его центром.
- На 1 января 1940 года в состав района входили города Карабаново и Струнино, 26 сельских советов: Андреевский, Антоновский, Арсаковский, Бакинский, Бакшеевский, Большевесский, Годуновский, Долгопольский, Долматовский, Дубровский, Дудневский, Ивано-Соболевский, Каринский, Махринский, Мошнинский, Мячковский, Ново-Воскресенский, Новожиловский, Покровский, Пореченский, Романовский, Рюминский, Тирибровский, Успено-Мухановский, Холоповский, Ямский[4].
- 21 июня 1941 года в состав вновь образованного Струнинского района переданы 12 сельсоветов: Антоновский, Арсаковский, Бакшеевский, Долматовский, Дубровский, Дудневский, Каринский, Ново-Воскресенский, Новожиловский, Тирибровский, Успено-Мухановский, Ямский.
- С 14 августа 1944 года Александровский район в составе Владимирской области.
- 30 августа 1948 года район был упразднен, на его территории образована пригородная зона города Александрова, административно подчинённая Александровскому городскому совету.
- 1 февраля 1963 года пригородная зона города Александрова в составе 8 сельсоветов (Андреевский, Бакинский, Балакиревский, Годуновский, Долгопольский, Ивано-Соболевский, Махринский, Романовский) вошла в состав Струнинского сельского района.
- 12 января 1965 года Струнинский сельский район был преобразован в Струнинский район и переименован в Александровский с центром в городе Александрове в составе 18 сельсоветов (Андреевский, Антоновский, Арсаковский, Бакинский, Бакшеевский, Балакиревский, Годуновский, Долгопольский, Долматовский, Дубровский, Дуденевский, Ивано-Соболевский, Каринский, Лизуновский, Махринский, Романовский, Тирибровский, Успено-Мухановский).
- 7 июня 1967 года Долматовский сельский совет был переименован в Следневский, Дубровский — в Краснопламенский, Ивано-Соболевский — в Елькинский.
- 3 января 1969 года был образован Новоселковский сельсовет. Упразднён Бакинский сельсовет. Романовский сельсовет был переименован в Вязьминский, а Успено-Мухановский — в Искровский.
- 3 февраля 1971 года Дуденевский сельсовет был переименован в Обашевский.
- 21 марта 1975 года были упразднены Вязьминский и Новоселковский сельсоветы, образован Майский сельсовет.
- 26 апреля 1976 года был упразднён Тирибровский сельсовет.
- 17 марта 1977 года образован рабочий посёлок Балакирево.
- 22 октября 1984 года упразднён Антоновский сельсовет.
- 19 ноября 1992 года города Карабаново и Струнино были переданы из административного подчинения города Александрова в Александровский район[5].
- До 2001 года в состав района входили 2 города районного подчинения (Карабаново, Струнино), посёлок городского типа Балакирево и 15 сельских советов (с 1998 года сельских округов): Андреевский, Арсаковский, Бакшеевский, Балакиревский, Годуновский, Долгопольский, Елькинский, Искровский, Каринский, Краснопламенский, Лизуновский, Майский, Махринский, Обашевский, Следневский.
- В соответствии с законом Владимирской области от 10 декабря 2001 года N 130-ОЗ как административно-территориальная единица области Александровский район сохранил свой статус[6].
- В соответствии с законом Владимирской области от 26 декабря 2001 года № 149-ОЗ[7] муниципальные образования город Александров, город Струнино, город Карабаново, посёлок Балакирево и Александровский район были объединены в одно муниципальное образование округ Александров.
- В соответствии с законом Владимирской области от 13 октября 2004 года № 153-ОЗ[8] муниципальное образование округ Александров было наделено статусом муниципального района с включением в его состав 4 городских поселений.
- В соответствии с законом Владимирской области от 16 мая 2005 года № 61-ОЗ[9], отменившим действие предыдущего закона, округ Александров был наделён статусом муниципального района с включением в его состав 4 городских поселений и 4 сельских поселений и переименованием в Александровский район. Город Александров вошёл в состав муниципального района как городское поселение.

## Население
| 1939     | 1959     | 1970     | 1979     | 1989     | 2002     | 2009     | 2010     | 2011     |
| -------- | -------- | -------- | -------- | -------- | -------- | -------- | -------- | -------- |
| 108 709  | ↘36 706  | ↘30 546  | ↘24 509  | ↗26 258  | ↗55 207  | ↗115 299 | ↘113 900 | ↘113 788 |
| 2012     | 2013     | 2014     | 2015     | 2016     | 2017     | 2018     | 2019     | 2020     |
| ↘113 414 | ↘112 456 | ↘111 570 | ↘110 458 | ↘109 173 | ↘108 105 | ↘107 192 | ↘106 346 | ↘105 687 |
| 2021     |          |          |          |          |          |          |          |          |
| ↗105 927 |          |          |          |          |          |          |          |          |

Примечания. 1959 год: без населённых пунктов Александровского горсовета (70 813 чел.). 1970 год: без населённых пунктов Александровского горсовета (89 070 чел.). 1979 год: без населённых пунктов Александровского горсовета (98 788 чел.). 1989 год: без населённых пунктов Александровского горсовета (104 334 чел.). 2002 год: без города Александров (64 824 чел.).

### Урбанизация
В городских условиях (города Александров, Карабаново, Струнино и пгт Балакирево) проживают 86,33 % населения района.

### Национальный состав
По итогам переписи населения 2020 года проживали следующие национальности (национальности менее 0,1 % и другое, см. в сноске к строке «Другие»):
| Национальность | Численность, чел. | Доля     |
| -------------- | ----------------- | -------- |
| Русские        | 95 676            | 90,32 %  |
| Армяне         | 645               | 0,61 %   |
| Таджики        | 547               | 0,52 %   |
| Узбеки         | 545               | 0,51 %   |
| Украинцы       | 440               | 0,42 %   |
| Татары         | 373               | 0,35 %   |
| Азербайджанцы  | 231               | 0,22 %   |
| Мордва         | 119               | 0,11 %   |
| Молдаване      | 119               | 0,11 %   |
| Киргизы        | 108               | 0,10 %   |
| Другие         | 7124              | 6,73 %   |
| Итого          | 105 927           | 100,00 % |

## Муниципально-территориальное устройство
В Александровский район как муниципальный район входят 8 муниципальных образований, в том числе 4 городских и 4 сельских поселений:
| №        | Муниципальное образование | Административный центр | Количество населённых пунктов | Население | Площадь, км2 |
| -------- | ------------------------- | ---------------------- | ----------------------------- | --------- | ------------ |
| 1e-06    | Городские поселения:      |                        |                               |           |              |
| 1        | город Александров         | город Александров      | 1                             | ↘57 053   | 26,16        |
| 2        | город Карабаново          | город Карабаново       | 1                             | ↘13 150   | 11,11        |
| 3        | город Струнино            | город Струнино         | 1                             | ↘11 774   | 10,08        |
| 4        | посёлок Балакирево        | пгт Балакирево         | 1                             | ↗9474     | 4,44         |
| 4.000002 | Сельские поселения:       |                        |                               |           |              |
| 5        | Андреевское               | село Андреевское       | 80                            | ↗5517     | 589,00       |
| 6        | Каринское                 | село Большое Каринское | 53                            | ↗2671     | 431,62       |
| 7        | Краснопламенское          | посёлок Красное Пламя  | 58                            | ↗2881     | 367,60       |
| 8        | Следневское               | деревня Следнево       | 38                            | ↗3407     | 397,73       |

## Населённые пункты
В Александровском районе 233 населённых пункта, в том числе 4 городских (из них 3 города и 1 пгт) и 229 сельских.
| №   | Населённый пункт  | Тип     | Население | Муниципальное образование           |
| --- | ----------------- | ------- | --------- | ----------------------------------- |
| 1   | Агафонка          | деревня | ↗15       | Краснопламенское сельское поселение |
| 2   | Акимка            | деревня | →0        | Краснопламенское сельское поселение |
| 3   | Аксёновка         | деревня | ↗77       | Андреевское сельское поселение      |
| 4   | Алабухино         | деревня | ↗12       | Каринское сельское поселение        |
| 5   | Александров       | город   | ↘57 053   | город Александров                   |
| 6   | Алексино          | деревня | ↘20       | Каринское сельское поселение        |
| 7   | Андреевское       | село    | ↘937      | Андреевское сельское поселение      |
| 8   | Анисимка          | деревня | ↗11       | Краснопламенское сельское поселение |
| 9   | Антонка           | деревня | ↗50       | Краснопламенское сельское поселение |
| 10  | Арсаки            | деревня | ↗134      | Следневское сельское поселение      |
| 11  | Арсаки            | посёлок | ↘210      | Следневское сельское поселение      |
| 12  | Арханка           | деревня | ↗56       | Краснопламенское сельское поселение |
| 13  | Афанасьево        | деревня | ↘81       | Следневское сельское поселение      |
| 14  | Афонасово         | деревня | ↗33       | Каринское сельское поселение        |
| 15  | Базуново          | деревня | ↗5        | Андреевское сельское поселение      |
| 16  | Бакино            | деревня | ↗158      | Андреевское сельское поселение      |
| 17  | Бакшеево          | село    | ↘413      | Следневское сельское поселение      |
| 18  | Балакирево        | пгт     | ↗9474     | посёлок Балакирево                  |
| 19  | Банево            | деревня | ↗40       | Краснопламенское сельское поселение |
| 20  | Башкино           | деревня | ↗12       | Андреевское сельское поселение      |
| 21  | Бельтеевка        | деревня | ↗6        | Андреевское сельское поселение      |
| 22  | Березино          | деревня | ↗7        | Краснопламенское сельское поселение |
| 23  | Большие Вёски     | деревня | ↘13       | Андреевское сельское поселение      |
| 24  | Большое Каринское | село    | ↘315      | Каринское сельское поселение        |
| 25  | Большое Маринкино | деревня | ↗25       | Андреевское сельское поселение      |
| 26  | Большое Михалёво  | деревня | ↗33       | Краснопламенское сельское поселение |
| 27  | Большое Шимоново  | деревня | ↗39       | Каринское сельское поселение        |
| 28  | Брыковы Горы      | деревня | ↘32       | Следневское сельское поселение      |
| 29  | Бунаково          | деревня | ↗24       | Андреевское сельское поселение      |
| 30  | Буньково          | деревня | ↘1        | Андреевское сельское поселение      |
| 31  | Бухары            | деревня | ↘101      | Каринское сельское поселение        |
| 32  | Вашкино           | деревня | ↗1        | Андреевское сельское поселение      |
| 33  | Ведево            | деревня | ↗2        | Каринское сельское поселение        |
| 34  | Вертягино         | деревня | ↗16       | Краснопламенское сельское поселение |
| 35  | Вески             | деревня | ↗124      | Андреевское сельское поселение      |
| 36  | Вишняково         | деревня | ↗43       | Краснопламенское сельское поселение |
| 37  | Владимирово       | деревня | ↘0        | Андреевское сельское поселение      |
| 38  | Володино          | деревня | ↗18       | Андреевское сельское поселение      |
| 39  | Волохово          | деревня | ↗5        | Следневское сельское поселение      |
| 40  | Воскресенское     | деревня | ↗48       | Каринское сельское поселение        |
| 41  | Высоково          | деревня | →0        | Андреевское сельское поселение      |
| 42  | Вязьмино          | деревня | ↗51       | Андреевское сельское поселение      |
| 43  | Вяльковка         | деревня | ↗10       | Андреевское сельское поселение      |
| 44  | Гавшино           | деревня | ↗2        | Каринское сельское поселение        |
| 45  | Гидеево           | деревня | ↗44       | Каринское сельское поселение        |
| 46  | Глядково          | деревня | →0        | Краснопламенское сельское поселение |
| 47  | Годуново          | село    | ↘475      | Андреевское сельское поселение      |
| 48  | Гольцово          | деревня | ↘12       | Краснопламенское сельское поселение |
| 49  | Горки             | деревня | ↘2        | Андреевское сельское поселение      |
| 50  | Горки             | деревня | ↘4        | Краснопламенское сельское поселение |
| 51  | Григорово         | деревня | ↘69       | Каринское сельское поселение        |
| 52  | Григорово         | деревня | ↗7        | Краснопламенское сельское поселение |
| 53  | Григорово         | деревня | ↗4        | Следневское сельское поселение      |
| 54  | Гришино           | деревня | ↗5        | Краснопламенское сельское поселение |
| 55  | Данилково         | деревня | ↗8        | Каринское сельское поселение        |
| 56  | Данилково         | деревня | ↗8        | Каринское сельское поселение        |
| 57  | Данилково         | деревня | ↘8        | Краснопламенское сельское поселение |
| 58  | Дарьино           | деревня | ↗43       | Каринское сельское поселение        |
| 59  | Дворики           | деревня | ↗72       | Краснопламенское сельское поселение |
| 60  | Демьяново         | деревня | ↗6        | Андреевское сельское поселение      |
| 61  | Долгополье        | село    | ↘14       | Андреевское сельское поселение      |
| 62  | Долматово         | деревня | ↗71       | Следневское сельское поселение      |
| 63  | Дубки             | деревня | →0        | Каринское сельское поселение        |
| 64  | Дубна             | деревня | ↗41       | Краснопламенское сельское поселение |
| 65  | Дуденево          | деревня | ↗29       | Краснопламенское сельское поселение |
| 66  | Егорьевское       | деревня | →0        | Андреевское сельское поселение      |
| 67  | Еловки            | деревня | ↗5        | Андреевское сельское поселение      |
| 68  | Елькино           | деревня | ↘386      | Андреевское сельское поселение      |
| 69  | Жабрево           | деревня | →32       | Каринское сельское поселение        |
| 70  | Жари              | деревня | →0        | Каринское сельское поселение        |
| 71  | Желнино           | деревня | ↗14       | Краснопламенское сельское поселение |
| 72  | Жуклино           | деревня | ↗85       | Каринское сельское поселение        |
| 73  | Звягины Горы      | деревня | ↘0        | Краснопламенское сельское поселение |
| 74  | Зезевитово        | деревня | ↗47       | Следневское сельское поселение      |
| 75  | Зеленцыно         | деревня | ↗103      | Каринское сельское поселение        |
| 76  | Зиновьево         | село    | ↘5        | Андреевское сельское поселение      |
| 77  | Зубарево          | деревня | ↗1        | Андреевское сельское поселение      |
| 78  | Ивано-Соболево    | деревня | ↗117      | Андреевское сельское поселение      |
| 79  | Ивановское        | деревня | ↘9        | Андреевское сельское поселение      |
| 80  | Ивановское        | деревня | ↗95       | Каринское сельское поселение        |
| 81  | Иваньково         | деревня | ↘61       | Следневское сельское поселение      |
| 82  | Измайлово         | деревня | ↗23       | Краснопламенское сельское поселение |
| 83  | имени Ленина      | посёлок | ↗877      | Следневское сельское поселение      |
| 84  | имени Шмидта      | посёлок | →0        | Следневское сельское поселение      |
| 85  | Ирково            | село    | ↗9        | Андреевское сельское поселение      |
| 86  | Исаевка           | деревня | ↗21       | Следневское сельское поселение      |
| 87  | Искра             | посёлок | ↗394      | Краснопламенское сельское поселение |
| 88  | Каблуково         | деревня | ↘1        | Андреевское сельское поселение      |
| 89  | Калинино          | деревня | ↗60       | Следневское сельское поселение      |
| 90  | Каменка           | деревня | ↘5        | Каринское сельское поселение        |
| 91  | Карабаново        | город   | ↘13 150   | город Карабаново                    |
| 92  | Кашино            | деревня | ↗44       | Следневское сельское поселение      |
| 93  | Кишкино           | село    | →0        | Андреевское сельское поселение      |
| 94  | Клемячево         | деревня | ↗8        | Андреевское сельское поселение      |
| 95  | Кленовка          | деревня | ↘0        | Краснопламенское сельское поселение |
| 96  | Коведяево         | деревня | ↗4        | Каринское сельское поселение        |
| 97  | Козлаково         | деревня | ↘0        | Андреевское сельское поселение      |
| 98  | Колпаково         | деревня | ↘4        | Следневское сельское поселение      |
| 99  | Комшилово         | деревня | ↗63       | Каринское сельское поселение        |
| 100 | Конищево          | деревня | ↗38       | Краснопламенское сельское поселение |
| 101 | Конюхово          | деревня | ↗18       | Краснопламенское сельское поселение |
| 102 | Копцево           | деревня | ↘8        | Следневское сельское поселение      |
| 103 | Копылиха          | деревня | ↗16       | Следневское сельское поселение      |
| 104 | Корелы            | деревня | ↗22       | Краснопламенское сельское поселение |
| 105 | Коровино          | деревня | ↗17       | Каринское сельское поселение        |
| 106 | Косково           | деревня | ↗2        | Андреевское сельское поселение      |
| 107 | Красная Роща      | деревня | ↘22       | Следневское сельское поселение      |
| 108 | Красное Пламя     | посёлок | ↗559      | Краснопламенское сельское поселение |
| 109 | Круглышево        | деревня | ↘11       | Краснопламенское сельское поселение |
| 110 | Крутец            | деревня | ↗91       | Андреевское сельское поселение      |
| 111 | Кудрино           | деревня | ↗6        | Андреевское сельское поселение      |
| 112 | Куликовка         | деревня | ↗24       | Андреевское сельское поселение      |
| 113 | Курганиха         | деревня | ↗36       | Каринское сельское поселение        |
| 114 | Легково           | деревня | ↗364      | Андреевское сельское поселение      |
| 115 | Ленинская Слобода | деревня | ↗33       | Краснопламенское сельское поселение |
| 116 | Лизуново          | деревня | ↘184      | Каринское сельское поселение        |
| 117 | Лисавы            | деревня | ↗252      | Краснопламенское сельское поселение |
| 118 | Лобково           | деревня | ↗310      | Краснопламенское сельское поселение |
| 119 | Лукьянцево        | деревня | ↘40       | Следневское сельское поселение      |
| 120 | Лунёво            | деревня | ↗15       | Краснопламенское сельское поселение |
| 121 | Луч               | посёлок | ↘54       | Андреевское сельское поселение      |
| 122 | Маёвка            | посёлок | ↗84       | Краснопламенское сельское поселение |
| 123 | Майский           | посёлок | ↘643      | Андреевское сельское поселение      |
| 124 | Малиново          | деревня | ↗10       | Каринское сельское поселение        |
| 125 | Малое Каринское   | деревня | ↗77       | Каринское сельское поселение        |
| 126 | Малое Маринкино   | деревня | ↗25       | Андреевское сельское поселение      |
| 127 | Малое Михалёво    | деревня | ↗20       | Краснопламенское сельское поселение |
| 128 | Малое Шимоново    | деревня | ↗5        | Каринское сельское поселение        |
| 129 | Малые Вёски       | деревня | ↘0        | Андреевское сельское поселение      |
| 130 | Марёнкино         | деревня | ↗90       | Каринское сельское поселение        |
| 131 | Марино            | деревня | ↗156      | Каринское сельское поселение        |
| 132 | Махра             | село    | ↗271      | Каринское сельское поселение        |
| 133 | Машково           | деревня | ↘35       | Следневское сельское поселение      |
| 134 | Маяк              | посёлок | ↗217      | Андреевское сельское поселение      |
| 135 | Межаково          | деревня | ↗5        | Андреевское сельское поселение      |
| 136 | Мелехино          | деревня | ↗7        | Каринское сельское поселение        |
| 137 | Монастырёво       | деревня | ↗19       | Следневское сельское поселение      |
| 138 | Мостищево         | деревня | ↗37       | Краснопламенское сельское поселение |
| 139 | Мошнино           | село    | ↘29       | Следневское сельское поселение      |
| 140 | Мякишево          | деревня | ↗1        | Краснопламенское сельское поселение |
| 141 | Мячково           | село    | ↘39       | Андреевское сельское поселение      |
| 142 | Наумово           | деревня | ↘53       | Следневское сельское поселение      |
| 143 | Неглово           | деревня | ↗26       | Каринское сельское поселение        |
| 144 | Недюревка         | деревня | ↗167      | Андреевское сельское поселение      |
| 145 | Николаевка        | деревня | →0        | Андреевское сельское поселение      |
| 146 | Николаевка        | деревня | ↗9        | Краснопламенское сельское поселение |
| 147 | Никольское        | деревня | ↗4        | Андреевское сельское поселение      |
| 148 | Новинки           | деревня | ↗10       | Андреевское сельское поселение      |
| 149 | Новинки           | деревня | ↘157      | Андреевское сельское поселение      |
| 150 | Нововоскресенское | деревня | ↗55       | Каринское сельское поселение        |
| 151 | Новожилово        | деревня | ↗50       | Каринское сельское поселение        |
| 152 | Новосёлка         | село    | ↘99       | Андреевское сельское поселение      |
| 153 | Новосёлка         | деревня | ↗109      | Следневское сельское поселение      |
| 154 | Обашево           | деревня | ↘182      | Краснопламенское сельское поселение |
| 155 | Осташкино         | деревня | ↗21       | Краснопламенское сельское поселение |
| 156 | Отертиково        | деревня | ↗7        | Краснопламенское сельское поселение |
| 157 | Паткино           | деревня | ↘0        | Андреевское сельское поселение      |
| 158 | Перематкино       | деревня | ↗28       | Каринское сельское поселение        |
| 159 | Песочная          | деревня | ↘0        | Каринское сельское поселение        |
| 160 | Петраково         | деревня | ↘6        | Каринское сельское поселение        |
| 161 | Пикалёво          | деревня | →2        | Краснопламенское сельское поселение |
| 162 | Плеханы           | деревня | ↗17       | Каринское сельское поселение        |
| 163 | Площево           | деревня | ↗35       | Каринское сельское поселение        |
| 164 | Поварово          | деревня | ↘0        | Андреевское сельское поселение      |
| 165 | Подвязье          | деревня | ↘61       | Андреевское сельское поселение      |
| 166 | Подсосенье        | деревня | ↘0        | Андреевское сельское поселение      |
| 167 | Покров            | деревня | ↗3        | Андреевское сельское поселение      |
| 168 | Полиносово        | деревня | ↗11       | Следневское сельское поселение      |
| 169 | Полувзвоз         | деревня | ↗7        | Краснопламенское сельское поселение |
| 170 | Поречье           | деревня | ↘93       | Андреевское сельское поселение      |
| 171 | Пречистино        | деревня | ↘3        | Андреевское сельское поселение      |
| 172 | Пречистино        | деревня | ↗20       | Следневское сельское поселение      |
| 173 | Прокино           | деревня | →4        | Краснопламенское сельское поселение |
| 174 | Прокофьево        | деревня | ↗37       | Андреевское сельское поселение      |
| 175 | Пустынь           | деревня | ↘19       | Краснопламенское сельское поселение |
| 176 | Путилово          | деревня | →0        | Андреевское сельское поселение      |
| 177 | Ратьково          | деревня | ↗92       | Краснопламенское сельское поселение |
| 178 | Рождествено       | деревня | →11       | Андреевское сельское поселение      |
| 179 | Романка           | деревня | →0        | Краснопламенское сельское поселение |
| 180 | Романово          | деревня | ↗85       | Следневское сельское поселение      |
| 181 | Романовское       | село    | ↗58       | Каринское сельское поселение        |
| 182 | Рупусово          | деревня | ↗24       | Краснопламенское сельское поселение |
| 183 | Рыкулино          | деревня | ↗28       | Каринское сельское поселение        |
| 184 | Рюминское         | село    | ↘11       | Следневское сельское поселение      |
| 185 | Рябинино          | деревня | ↗4        | Андреевское сельское поселение      |
| 186 | Сабельское        | деревня | ↗24       | Краснопламенское сельское поселение |
| 187 | Самарино          | деревня | ↗16       | Андреевское сельское поселение      |
| 188 | Светлый           | посёлок | ↗432      | Андреевское сельское поселение      |
| 189 | Свинкино          | деревня | →4        | Следневское сельское поселение      |
| 190 | Семенково         | деревня | →0        | Андреевское сельское поселение      |
| 191 | Сивково           | деревня | ↗9        | Андреевское сельское поселение      |
| 192 | Следнево          | деревня | ↗487      | Следневское сельское поселение      |
| 193 | Снятиново         | деревня | ↗39       | Каринское сельское поселение        |
| 194 | Соколово          | деревня | ↗35       | Андреевское сельское поселение      |
| 195 | Соколово          | деревня | ↗128      | Следневское сельское поселение      |
| 196 | Сорокино          | деревня | ↗43       | Андреевское сельское поселение      |
| 197 | Спорново          | деревня | ↗147      | Андреевское сельское поселение      |
| 198 | Становищи         | деревня | ↗3        | Краснопламенское сельское поселение |
| 199 | Старая            | деревня | →11       | Краснопламенское сельское поселение |
| 200 | Старая Слобода    | село    | ↗127      | Следневское сельское поселение      |
| 201 | Старинки          | деревня | ↗2        | Каринское сельское поселение        |
| 202 | Старово           | деревня | ↗20       | Каринское сельское поселение        |
| 203 | Степаниха         | деревня | ↘1        | Андреевское сельское поселение      |
| 204 | Степаниха         | деревня | ↗76       | Следневское сельское поселение      |
| 205 | Степково          | деревня | ↘89       | Каринское сельское поселение        |
| 206 | Струнино          | город   | ↘11 774   | город Струнино                      |
| 207 | Сусловка          | деревня | →3        | Андреевское сельское поселение      |
| 208 | Сущёво            | деревня | ↗22       | Краснопламенское сельское поселение |
| 209 | Таратино          | деревня | ↗34       | Каринское сельское поселение        |
| 210 | Татьянино         | деревня | ↘2        | Следневское сельское поселение      |
| 211 | Темкино           | деревня | ↘9        | Следневское сельское поселение      |
| 212 | Тепелёво          | деревня | →0        | Андреевское сельское поселение      |
| 213 | Тириброво         | деревня | ↗112      | Краснопламенское сельское поселение |
| 214 | Тириново          | деревня | ↘9        | Следневское сельское поселение      |
| 215 | Толмачёво         | деревня | →0        | Краснопламенское сельское поселение |
| 216 | Торфопредприятия  | посёлок | ↗16       | Каринское сельское поселение        |
| 217 | Тургенево         | деревня | ↗20       | Краснопламенское сельское поселение |
| 218 | Федоровское       | деревня | ↗11       | Каринское сельское поселение        |
| 219 | Федяйково         | деревня | ↗43       | Следневское сельское поселение      |
| 220 | Холопово          | деревня | ↗133      | Андреевское сельское поселение      |
| 221 | Хорошево          | деревня | ↗25       | Краснопламенское сельское поселение |
| 222 | Чернецкое         | деревня | ↘12       | Андреевское сельское поселение      |
| 223 | Четверть          | деревня | ↘42       | Андреевское сельское поселение      |
| 224 | Числавль          | деревня | ↗7        | Андреевское сельское поселение      |
| 225 | Шаблыкино         | деревня | ↗83       | Каринское сельское поселение        |
| 226 | Шиклово           | деревня | ↗67       | Каринское сельское поселение        |
| 227 | Шимохтино         | село    | ↘11       | Андреевское сельское поселение      |
| 228 | Шихово            | деревня | ↘2        | Андреевское сельское поселение      |
| 229 | Шушково           | деревня | ↘3        | Андреевское сельское поселение      |
| 230 | Щекотово          | деревня | ↘2        | Андреевское сельское поселение      |
| 231 | Юрцово            | деревня | ↗23       | Каринское сельское поселение        |
| 232 | Ям                | деревня | ↘14       | Краснопламенское сельское поселение |
| 233 | Яншино            | деревня | ↘3        | Краснопламенское сельское поселение |

## Экономика
- ООО «Рекорд».
- Кондитерская фабрика «Сладовянка»[31].
- ЗАО «Телекс» (производство цифровых АТС и телефонных аппаратов).

Объём отгруженных товаров собственного производства по виду обрабатывающие производства (2008 г) 6,8 млрд руб.

## Достопримечательности
- Александровский кремль.
- Карабановская мануфактура (Катема).
- Свято-Троицкий Стефано-Махрищский женский монастырь в селе Махра.
- Храм Бориса и Глеба в селе Волохове.
- Смоленская Зосимова пустынь.
- Лукианова пустынь.

## Археология
- Раннесредневековый Ратьковский могильник (VI—IX века) с «домиком мёртвых» позднего этапа дьяковской культуры у деревни Ратьково[32][33]